# Arquitectura de Samoa

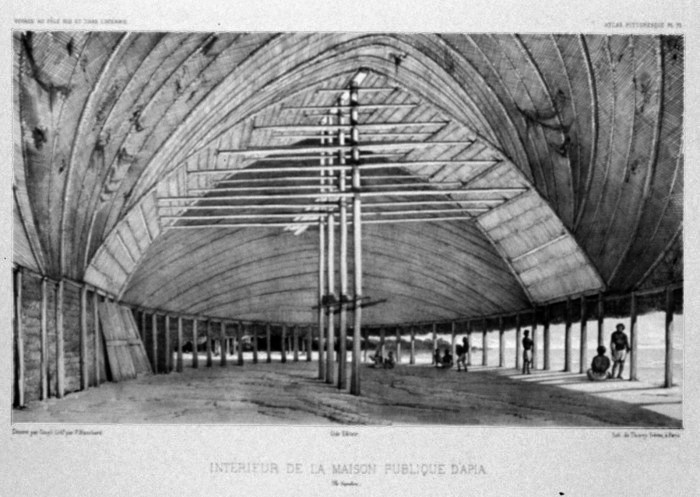
Interior de un Fale, Apia, D'Urville, 1842

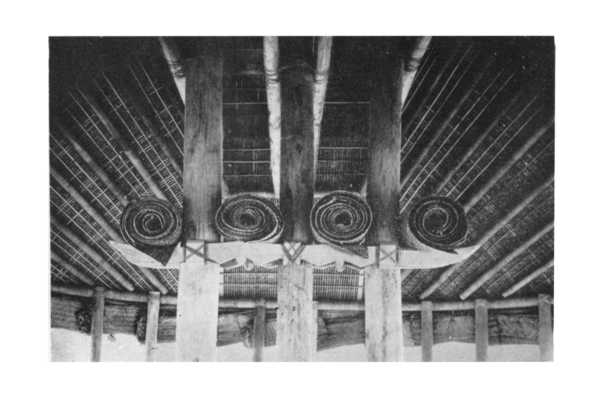
Interior de un fale tele con pilares y vigas curvadas.

La arquitectura de Samoa se caracteriza por su apertura en el diseño reflejando la cultura y la vida del pueblo de Samoa que habitan en las Islas Samoa.
Los conceptos arquitectónicos están incorporados en los proverbios, la oratoria y las metáforas samoanas y enlazan con otras formas de arte en Samoa, tales como la construcción de embarcaciones y Pe'a (tatuaje tradicional masculino usado en Samoa). El espacio exterior e interior de la arquitectura tradicional de Samoa son parte de la forma cultural, ceremonias y rituales.
Fale es la palabra samoana para todos los tipos de casas, tanto grandes como pequeñas.
En general, la arquitectura tradicional samoana se caracteriza por un área ovalada o circular rodeada con postes de madera que sostienen un techo abovedado. No hay paredes. La base de la arquitectura samoana es una forma esquelética de un edificio.
Antes de la llegada de los europeoa y la disponibilidad de materiales occidentales, una casa samoana no usaba ningún elemento de metal en su construcción.

Hacer suficiente longitud de afa para una casa entera puede llevar meses de trabajo. Se estima que para la construcción de un fale tradicional corriente se emplean de 30.000 a 50.000 pies (entre 9.000 y 15.000 metros) de cuerda ('afa). La construcción atada de un "fale" samoano es uno de los grandes logros arquitectónicos de la Polinesia. Una técnica de amarre similar también fue utilizada en la construcción de embarcaciones tradicionales en la que los tablones de madera estaban "cosidos" juntos en algunas partes. ' Afa tiene muchos otros usos en la cultura material de Samoa incluyendo objetos ceremoniales como el fue, una especie de espantamoscas símbolo del estatus de orador. Esta técnica de atado tambiéns es usada en otras partes de la Polinesia, como el magimagi de las Islas Fidji.

## Esquemas de unfalesamoano
|  |  |  |  |  |  |

Esquema que muestran un fale, mostrándose las partes arquitectónicas de una casa tradicional en idioma samoano.

## Tufuga fau fale
El constructor en la arquitectura samoana es también el arquitecto y pertenece a un gremio exclusivo de los antiguos maestros de obra, Tufuga fau fale. La palabra samoana Tufuga denota el estado de los maestros artesanos que han alcanzado el más alto rango en la habilidad y el conocimiento en una forma de arte tradicional en particular. Las palabras fau fale significa "constructor de casa". 
Asimismo hay Tufuga en navegación (Tufuga fau Va'a) y en tatuajes samoanos (Tufuga ta tatau).
Contratar los servicios de un Tufuga fau fale requiere conocimiento de negociaciones y de las costumbres locales.

## Tipos deFale

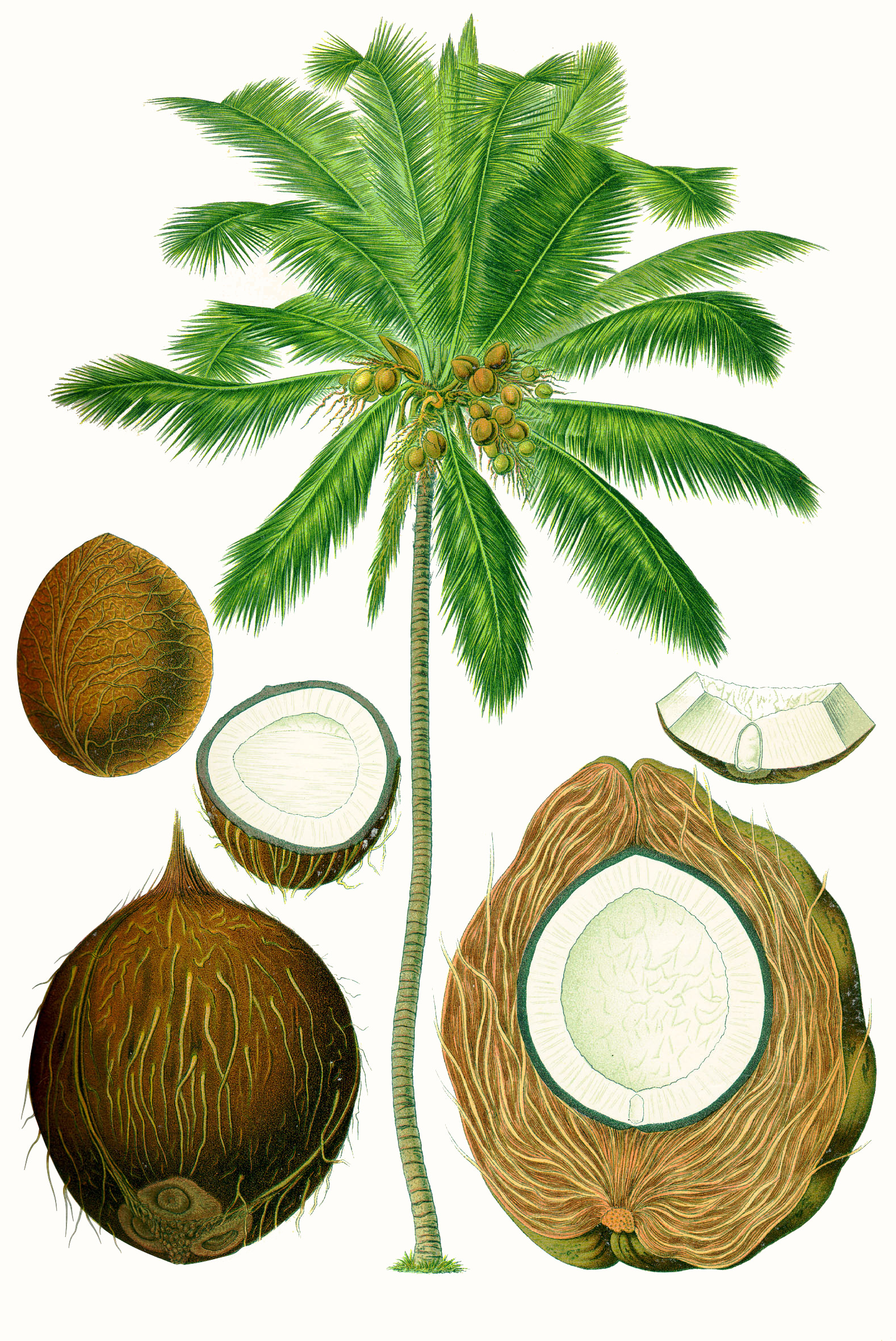
Cáscara de la nuez de coco utilizada para hacer la cuerda afa.

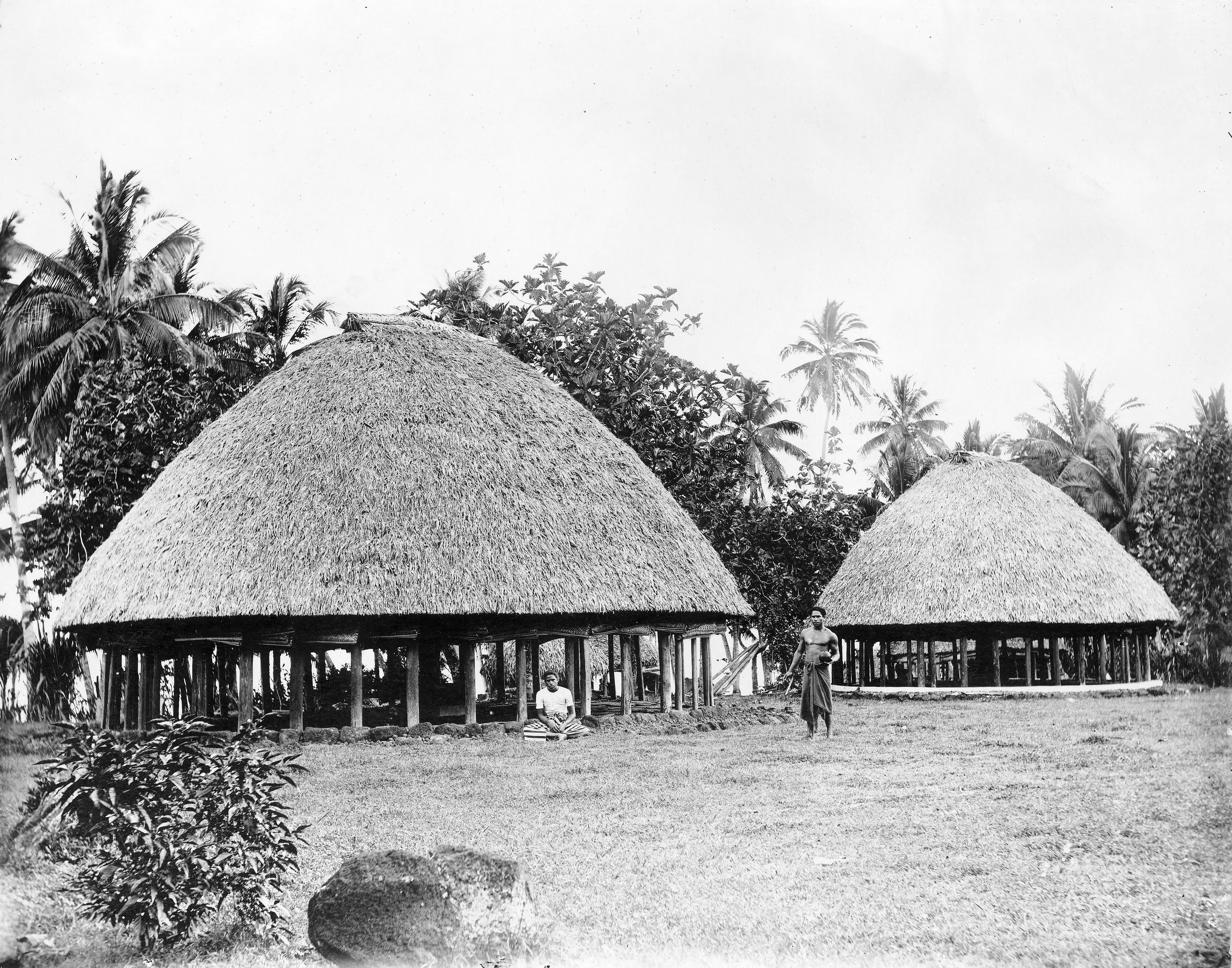
Fale tele en un pueblo.

La Fale tele (casa grande) es la casa más importante, por lo general de forma redonda, y sirve de casa de reunión para las reuniones del consejo de jefes, las reuniones familiares, los funerales o ceremonias de investidura de los jefes. Se sitúa siempre en la parte delantera de todas las otras casas en un conjunto de casas de una misma familia. Las casas de detrás de la fale tele sirven como viviendas con un área para cocinar al aire libre en la parte trasera del recinto. La parte delantera del fale tele es un área abierta, llamada malae. El malae, (similar al concepto de marae existente en la cultura maorí y de otras culturas de la Polinesia, es, por lo general, un área bien cuidada de hierba o de arena. La malae es un importante espacio cultural donde tienen lugar las interacciones entre visitantes y sus anfitriones tienen o donde realizar reuniones formales al aire libre.
Las abiertas características de la arquitectura samoana también se refleja en el patrón general de situación de la casa en un pueblo, donde todos los fale tele se encuentran un lugar destacado a la cabecera de todas las viviendas de la aldea, y algunas veces forman un semicírculo mirando hacia el mar, frente a la costa.

## Construcción

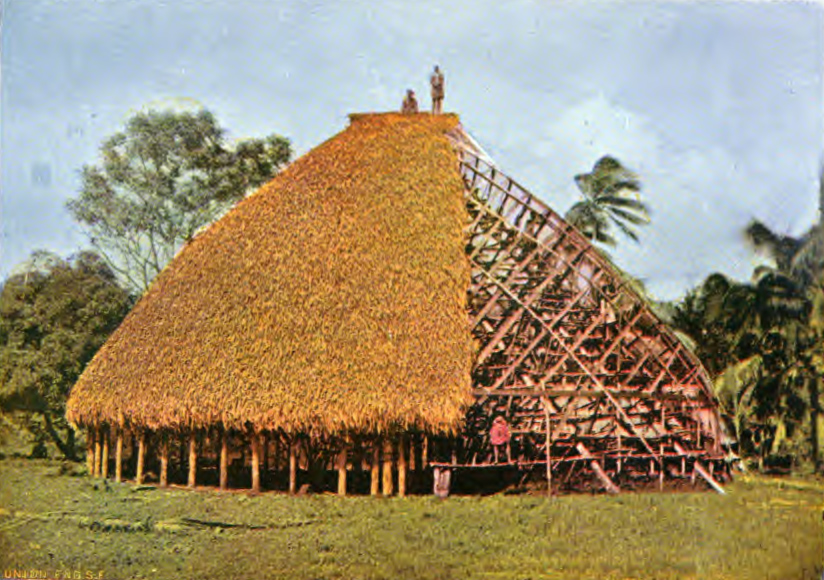
Construcción de un Fale samoano (1896)

La construcción de un fale, especialmente el gran e importante "fale tele" implica a toda la familia y la ayuda de todo el pueblo.
El Tutuga fai fale supervisa la totalidad del proyecto de construcción. Previo al inicio de la construcción, la familia prepara el lugar de construcción. Lava, coral, arena o piedra son los materiales más comúnmente utilizados para ello. El Tufuga fai fale, sus ayudantes (autufuga) y hombres de la familia cortan los troncos del bosque.

## Madera

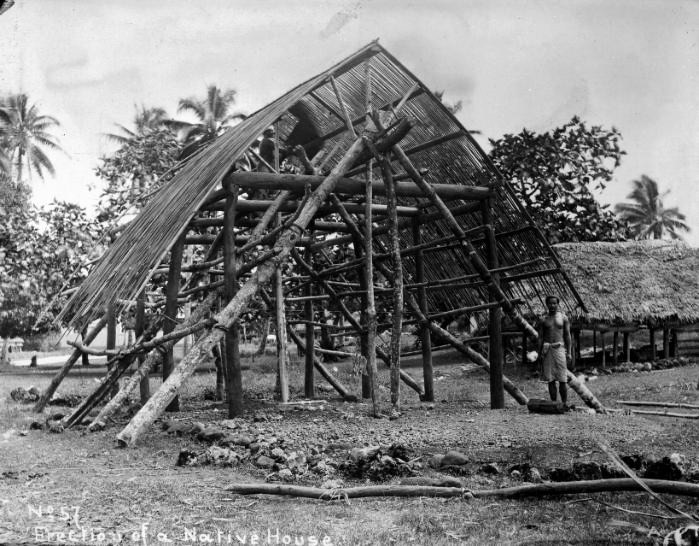
Fale en construcción (1914).

La mayoría de la madera se cría en los bosques de la familia. Los árboles se cortan en el bosque y se transportan al sitio de construcción en el pueblo. El duro trabajo implica a ayudantes del constructor, miembros de la familia y la ayuda de la comunidad. 

## Mitología
En la mitología Samoana, una explicación de por qué las casas Samoanas son redondas es esclarecida en una historia del dios Tagaloa, también conocido como Tagaloalagi (Tagaloa de los Cielos).
A continuación se presenta la historia, contada por el historiador samoano Te'o Tuvale en un relato de la historia de Samoa hasta 1918.
- Durante el tiempo de Tagaloalagi, las casas en Samoa variaban en forma, y esto llevó a muchas dificultades para aquellos que deseaban tener una casa construida de una cierta manera. Cada carpintera era competente sólo en la construcción de una casa con una forma particular, y era a veces imposible obtener servicios del carpintero deseado. Una reunión de todos los carpinteros en la región se llevó a cabo para tratar de decidir una forma regular. La discusión creció entusiasta, y como no parecía haber ninguna decisión, se determinó contar con los servicios de Tagaloalagi. Después de considerar el asunto, apuntó al domo del Cielo y al horizonte, decretó que en el futuro, que todas las casas deberían ser construidas con esa forma, esto explica por qué las casas Samoanas poseen la forma de los cielos extendiéndose hasta el horizonte.

Un árbol importante en la Arquitectura Samoana es la Cocos nucifera. En la mitología Samoana, la primera palma es descrita en la leyenda llamada "Sina y la Anguila".